# Emeli Sandé
Adele Emeli Sandé (Sunderland, 10 marzo 1987) è una cantautrice soul e R&B britannica.
Durante la carriera ha venduto più di 19 milioni di singoli e 6 milioni di album, raggiungendo 12 volte la Top10 britannica, con due prime posizioni. È stata riconosciuta con 4 BRIT Award, tra cui l'album dell'anno nel 2013 per Our Version of Events, e con il Gold Badge Award da parte dell'Accademia Britannica dei compositori ed autori.
Come cantautrice, Sandé ha scritto brani per numerosi artisti, fra cui Alessandra Amoroso, Alicia Keys, Rihanna, Leona Lewis, Cheryl Cole, Naughty Boy, Mary J. Blige e Tinie Tempah.
Sandé ottiene una certa popolarità presso il grande pubblico dopo aver collaborato al singolo di debutto del rapper Chipmunk Diamond Rings, che portò sia lei sia Chipmunk nella top ten della classifica dei singoli più venduti nel Regno Unito. Nel 2010 appare insieme al rapper Wiley nel singolo Never Be Your Woman, che diventa un altro successo da top ten nel Regno Unito. In un'occasione Simon Cowell nomina Emeli Sandé come «la sua cantautrice preferita al momento».
Nel 2010, ha firmato un contratto di pubblicazione con la Virgin Records e con la EMI Records. Nell'agosto 2011 ha quindi pubblicato il suo singolo di debutto intitolato Heaven, che è riuscito ad arrivare sino alla seconda posizione dei singoli più venduti nel Regno Unito, ottenendo vari piazzamenti anche in altri paesi in Europa, a cui seguirà il suo album di debutto, Our Version of Events, uscito il 14 febbraio 2012. L'album risulta essere il terzo più venduto degli anni 2010 e il debutto più alto per un'artista nel Regno Unito. Contemporaneamente la cantante è apparsa anche al fianco di Professor Green nel brano Read All About It.
Ad eccezione della hit What I Did for Love con David Guetta, torna nel panorama musicale dopo 4 anni con un nuovo progetto discografico, Long Live the Angels, nel novembre 2016 preceduto dal singolo Hurts. Nel settembre del 2019 è prevista l'uscita del terzo album della cantante, intitolato Real Life. Nel 2022 scinde il contratto discografico con la EMI Records, firmando con la casa discografica indipendente Chrysalis Records con cui registra il quarto album in studio Let's Say for Instance.

## Biografia

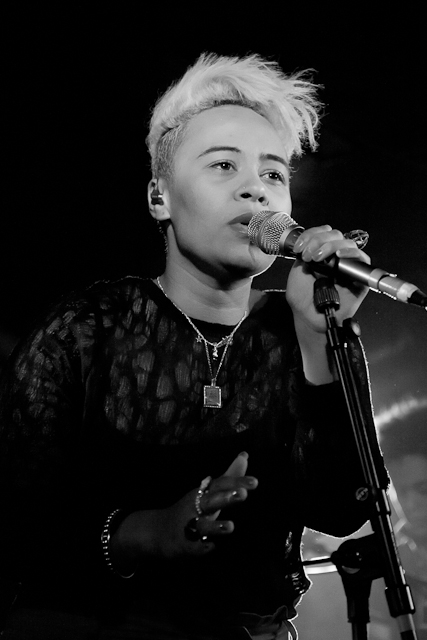
Emeli Sandé agli esordi

Emeli Sandé è nata a Sunderland nel Tyne and Wear, in Inghilterra da padre zambiano e madre inglese il 10 marzo 1987. All'età di quattro anni, si è trasferita ad Alford, cittadina dell'Aberdeenshire, in Scozia, dove è cresciuta. Dopo aver ricevuto il diploma di scuola superiore, ha studiato medicina all'Università di Glasgow, fermandosi al quarto anno.

Ha dichiarato che l'istruzione è una delle cose più importanti e che se la sua carriera musicale dovesse fallire, tornerebbe a studiare. Sandé ha affermato che il suo manager, Adrian Skyes, ha aspettato pazientemente che lei compisse 16 anni, “Adrian rispetta la mia decisione di avere un retroterra, un'istruzione dietro di me. Sa anche che i miei genitori sono orgogliosi che io finisca l'università”. Sandé ha un tatuaggio ritraente l'artista Frida Kahlo. All'età di 11 anni, quando Sandé frequentava ancora alla scuola elementare, scrisse la sua prima canzone per un talent show della sua scuola. Ricorda: 
(Emeli Sandé)
All'età di 15 anni, Choice FM la invitò a Londra, nel Regno Unito, per prendere parte ad una competizione che stavano organizzando, The Rapology. Richard Blackwood inoltre la voleva negli studi di MTV a Camden per cantare della musica gospel.

 
Sandé frequentò la stessa scuola secondaria dove suo padre fu professore. A proposito di ciò, dichiarò:
(Emeli Sandé)

### 2009–2010: gli esordi
Sandé, tramite il produttore discografico Naughty Boy, avvió la sua carriera scrivendo canzoni per artisti come Alesha Dixon, Chipmunk, Professor Green, Devlin, Preeya Kalidas, Cheryl Cole e Tinie Tempah. Tra il 2010 e il 2011, ha firmato un contratto discografico con la Virgin Records e la EMI Records. In un'intervista, lei disse che mentre stava conducendo un'intervista per BBC Radio 1Xtra a Londra incontrò un ragazzo chiamato Naughty Boy. I due decisero di lavorare insieme ad alcuni brani, pertanto entrarono in studio di registrazione e cominciarono a scrivere canzoni pop e a sperimentarle. A Chipmunk piacque molto il loro lavoro e aggiunse del proprio materiale. Sandé, iniziata la sua carriera da cantante nel 2009, dopo aver fatto le prime comparse, scrisse il suo primo singolo di debutto per il sovracitato cantante rap Chipmunk intitolato Diamond Rings.
Il brano arrivò alla posizione nº 6 nella classifica dei singoli del Regno Unito, regalando ad entrambi gli artisti la loro prima canzone nella hot 10. In seguito apparse per un altro singolo come featuring: ha collaborato infatti con il rapper Wiley al brano Never Be Your Woman; il singolo arrivò al numero otto nella classifica dei singoli del Regno Unito. Sandé successivamente cambiò nome da Adele Sandé al suo secondo nome Emeli per evitare che si creasse confusione con la collega connazionale Adele, a quei tempi già famosa a livello mondiale.

### 2011–2014:Our Version of Eventsed altre collaborazioni

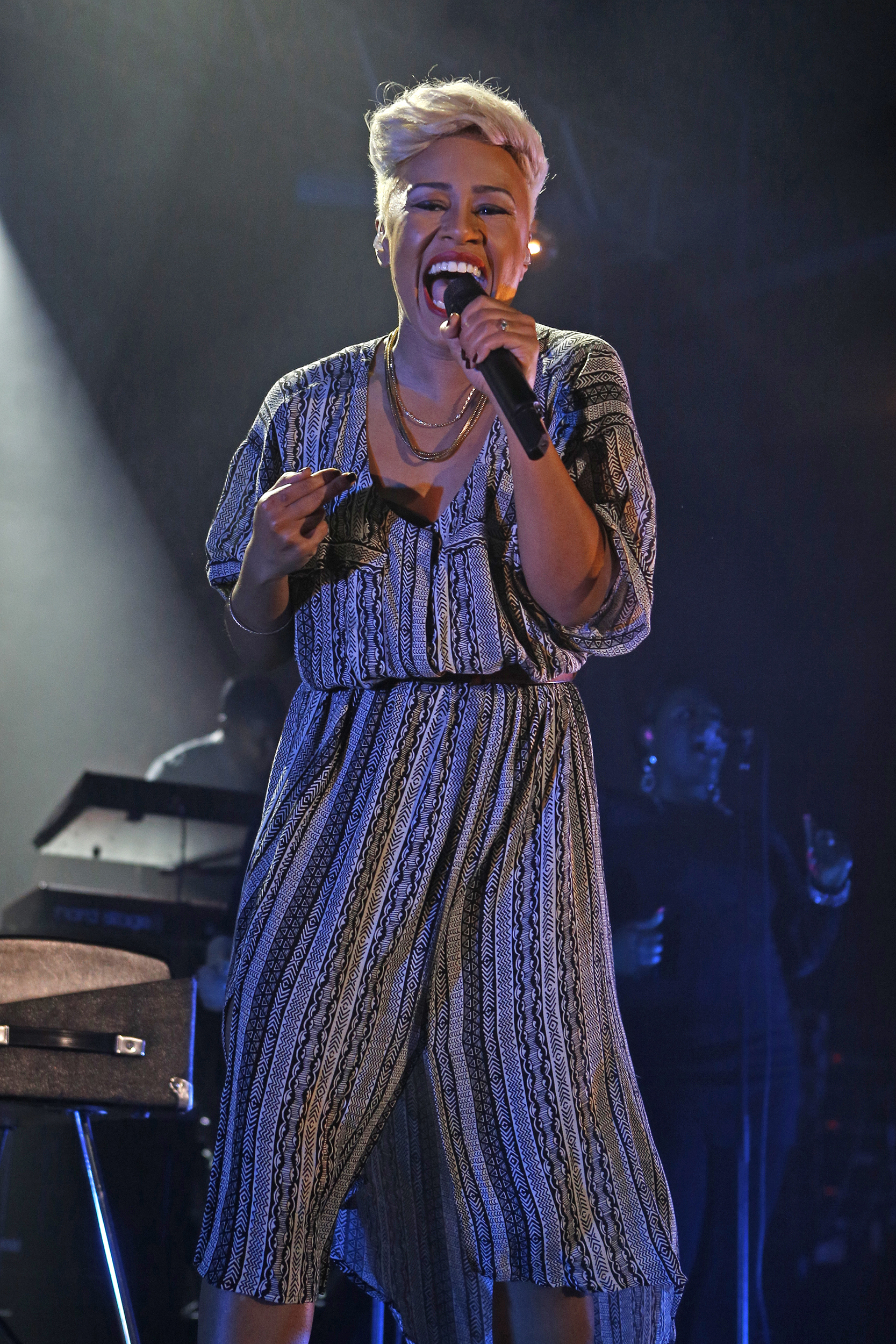
Emeli Sandé in concerto ad Offenbach am Main nel 2013.

Come annunciato dalla stessa cantante, il suo singolo solista di debutto sarebbe dovuto esser pubblicato nel 2011; nonostante molti credettero che la prima traccia rilasciata si sarebbe chiamata Daddy, il 14 agosto 2011 pubblica il suo primo singolo ufficiale intitolato Heaven. La canzone riceve un buon successo sia tra il pubblico che la critica musicale contemporanea. Si è quindi deciso che il brano avrebbe dovuto ricevere un'ulteriore promozione tramite un videoclip musicale, per il quale Emeli si ritrova a lavorare con Jake Nava, famoso per la sua collaborazione con artisti come Beyoncé e Alicia Keys.
Qualche mese dopo, il rapper connazionale Professor Green piazza su mercato il singolo Read All About It che figura appunto la collaborazione della Sandé: in breve tempo, si rivela divenire una hit di forte impatto globale, specie in Regno Unito, dove avanza nelle classifiche fino a conquistare il podio di esse. Ciò regala ad entrambi i cantanti la loro prima canzone alla numero uno nel Paese. Intanto, il 27 novembre dello stesso anno, Emeli pubblica un nuovo singolo, il secondo estratto dall'allora imminente album in studio, Daddy, in collaborazione con Naughty Boy. Così come il suo predecessore, Daddy ottiene critiche ampiamente positive: Digital Spy gli conferisce un punteggio pari a 5 stelle su 5 prevedendo inoltre che «il 2012 sarà l'anno della cantante». Il singolo, inoltre, è parte delle cerimonie di apertura e chiusura, per i Giochi Olimpici di Londra 2012. Nella cerimonia di chiusura, la cantante canta dal vivo.
L'album di debutto Our Version of Events viene messo in vendita a partire dal 13 febbraio 2012 in Regno Unito e il giorno seguente nel resto del mondo. Esso si rivela avere un impetuoso successo nel Paese sopraccitato sin dal suo esordio: debutta infatti al primo posto della classifica degli album settimanali più venduti grazie alla distribuzione di 113.319 unità. Mantenendosi sempre stabile in classifica per tutto il corso del 2012, risulta esser uno dei dischi più venduti dell'anno, superato solo dal celeberrimo 21 della connazionale Adele. Il buono riscontro nel mercato britannico è continuato anche nel 2013, dove non è riuscito a riconfermarsi come tale a causa di un distacco di circa 2.000 copie rispetto a Midnight Memories della band One Direction. Fuori dal paese natale l'album ha raggiunto la Top10 di 11 paesi, tra cui la prima posizione in Irlanda. In Australia arriva alla posizione 17 mentre entra nelle Top30 di Stati Uniti, Canada ed Italia. Ad oggi sono state vendute 5,2 milioni di copie, 2,3 delle quali solo nel Regno Unito.
In contemporanea all'uscita del disco, Emeli Sandé pubblica Next to Me in funzione di terzo singolo ufficiale. Esso si rivela il più fortunato brano da solista della cantante, divenendo molto famoso sia in tutta Europa che oltre oceano: è il primo ad entrare nella Top20 sia in Australia, Nuova Zelanda. Negli Stati Uniti debutta alla posizione 25 della Billboard Hot 100 e riceve la certificazione di platino, arrivando ad una vendita di 2milioni di copie in tutto il mondo. A giugno è arrivato invece il turno del quarto singolo: My Kind of Love con il video pubblicato sul canale Vevo, dove compare pure l'attrice Laya Lewis.
Il 27 luglio, Sandé ha cantato Abide With Me alla cerimonia di apertura delle Olimpiadi estive del 2012. Ha inoltre presenziato anche alla cerimonia di chiusura delle stesse Olimpiadi, svoltasi il 15 agosto 2012, interpretando il brano Read All About It mentre venivano trasmesse attraverso un grande schermo le immagini più emozionanti della competizione. Scrive inoltre due brani, Half of Me per Rihanna e Not Even the King per Alicia Keys.

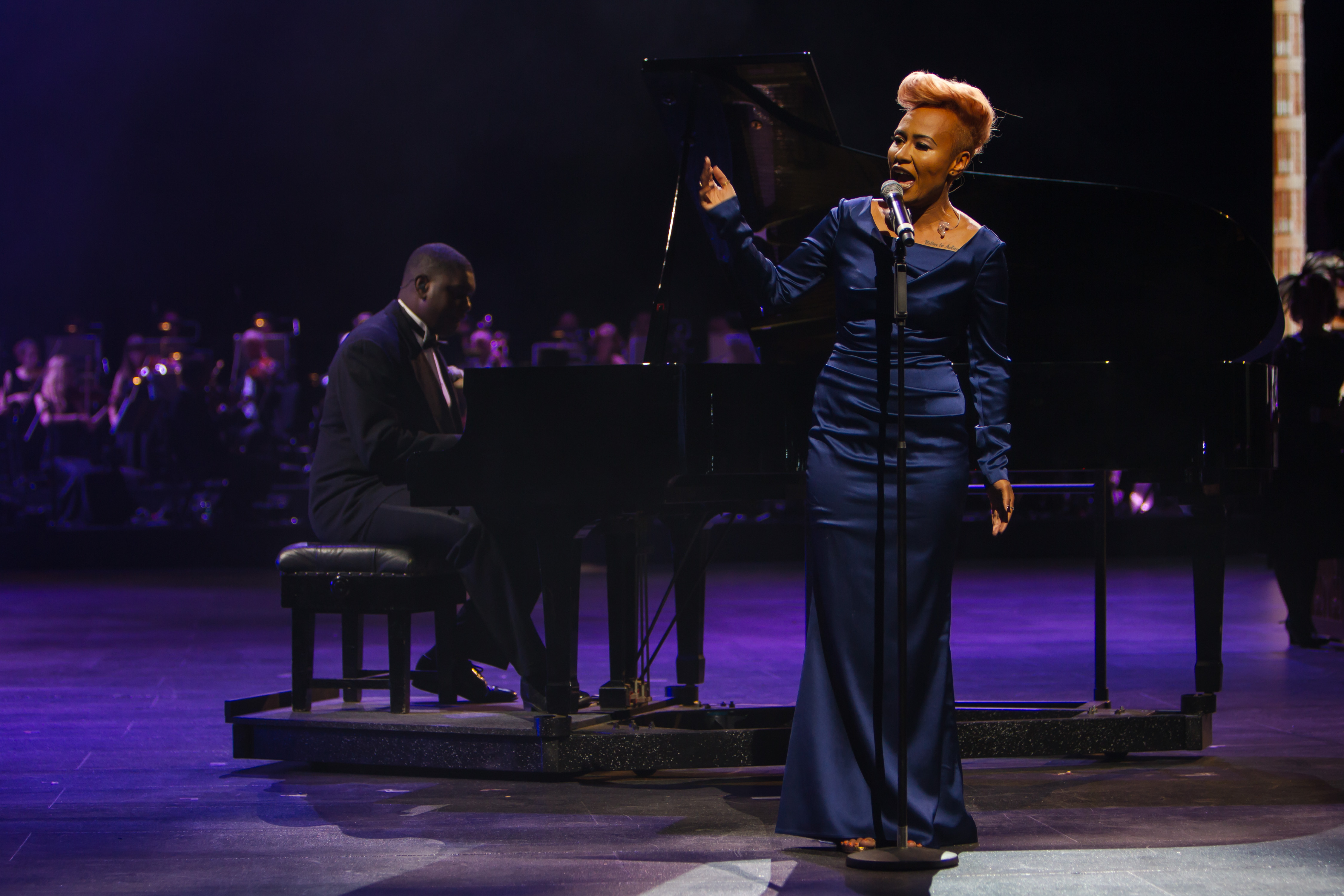
La cantante in una performance durante il Jaguar XE - Arrival in London.

Ha successivamente duettato con Naughty Boy nella canzone Wonder, pubblicata nell'ottobre ed inserita in seguito nell'album del disc jockey Hotel Cabana. Sempre nello stesso mese, presta ancora una volta la sua voce come featuring nel singolo di successo Beneath Your Beautiful che co-scrive assieme al rapper Labrinth, l'artista principale del brano. Raggiunge la prima posizione di 14 classifiche, diventando il secondo numero 1 della cantante nel Regno Unito. Vende 4milioni di copie in tutto il mondo, di cui 1milione nel Regno Unito. La sua cover del classico natalizio Winter Wonderland è stata inserita nella colonna sonora del film The Best Man Holiday. Sandé estrae, come quinto ed ultimo singolo dal suo disco di debutto, Clown, che riscuote un minor successo rispetto ai precedenti brani, raggiungendo la Top10 di Belgio, Irlanda e Regno Unito, dove viene certificato platino.
Alla XXXIII Edizione dei BRIT Awards, tenutasi il 20 febbraio 2013, la cantante trionfa nella categoria cantante femminile britannica e il suo album Our Version of Events riceve il plauso della critica, garantendole anche l'ambito premio di miglior album britannico dell'anno. Poco dopo, Next to Me è stato premiato con due Ivor Novello Awards. Vince inoltre il BET Award come Best International Artist.
Il 27 maggio del 2013 partecipa al remix del brano Bitch, Don't Kill My Vibe di Kendrick Lamar. Compare nel terzo estratto dell'album di Naughty Boy, a cui aveva collaborato con il primo singolo, Lifted, che raggiunge la Top10 britannica. Collabora con il gruppo britannico Rudimental nel brano Free che raggiunge la Top5 in Australia e Nuova Zelanda, ricevendo in entrambi gli stati la certificazione di platino. Viene inoltre chiamata da Jay-Z a cantare la cover del brano Crazy in Love della moglie Beyoncé per il film Il grande Gatsby, ritenendo che la Sandé "possa essere una grandissima superstar negli Stati Uniti, con un timbro fantastico, che venderà molti dischi". Partecipa inoltre alla stesura di alcuni brani per l'album Prism di Katy Perry e scrive il brano Whole Damn Year per Mary J. Blige.

### 2015–2019:Long Live the Angels e Real Life

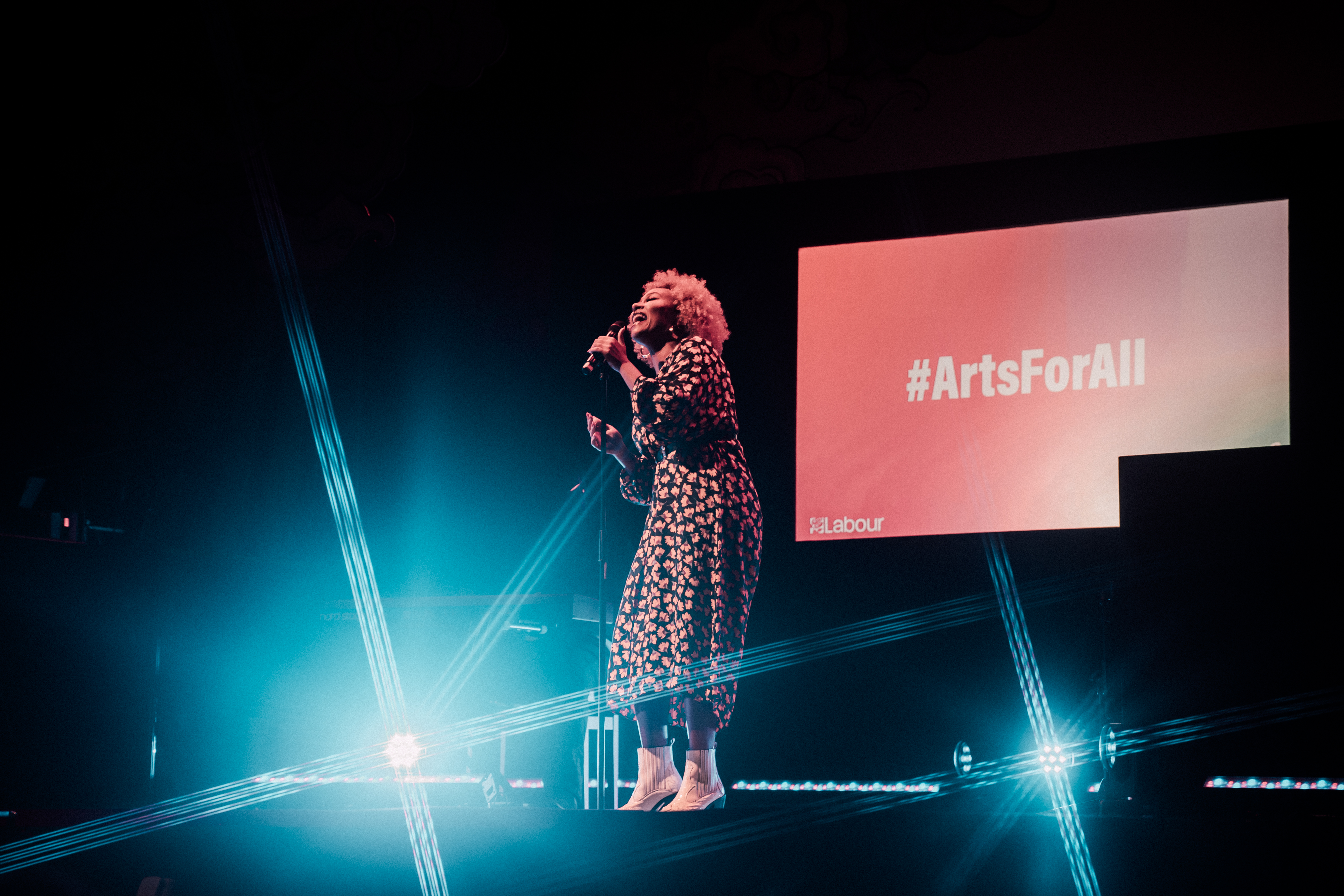
Sandé al A Charter for the Arts Launch nel 2019

Il 20 febbraio 2015 torna nelle classifiche di Australia ed Europa con la collaborazione come voce principale nella hit What I Did for Love di David Guetta. Il brano arriva alla sesta posizione della classifica britannica ed entra nelle Top20 di Australia, Irlanda, Germania ed Austria, vendendo 700.000 copie.
Dopo aver partecipato come compositrice all'album di debutto della cantante britannica Jess Glynne, il 15 settembre 2016, Sandé annuncia tramite i suoi social network che il nuovo album, in uscita a novembre sarà anticipato dal singolo Hurts in rotazione radiofonica e digital download dal 16 settembre 2016. Il brano arriva alla posizione 22 della classifica britannica e 14 della US Dance Club Song, entrando anche nelle classifiche di Belgio, Irlanda e Svizzera. Inoltre per esso è stato girato anche un videoclip, diretto da Dawn Shadforth e pubblicato il 5 ottobre sul canale Vevo della cantante.
Il 28 ottobre 2016, la cantante presenta una nuova canzone, Breathing Underwater, inizialmente destinata ad essere utilizzata come secondo brano promozionale dopo Garden, ma successivamente estratta come secondo singolo dall'album Long Live the Angels, la cui data di pubblicazione è fissata per l'11 novembre dello stesso anno. Nel frattempo, dopo aver eseguito per la prima volta Breathing Underwater in una largamente acclamata performance durante il quinto live show del talent show britannico X Factor. L'album debutta alla seconda posizione della UK Albums Chart e nelle Top10 di Belgio, Irlanda, Svizzera e Germania. Negli Stati Uniti raggiunge la posizione 41 mentre in Australia la 20ª. Proclamata per la seconda volta artista femminile dell'anno ai BRIT Awards 2017, annuncia come terzo singolo estratto dall'album Highs & Lows. Riceve inoltre il BASCA Gold Badge Award per i suoi contributi unici nell'industria musicale.
Nel 2017, successivamente all'incendio della Grenfell Tower, Sandé partecipa assieme a numerosi artisti britannici, tra cui Jessie J, Leona Lewis, Rita Ora, Stormzy, Robbie Williams, James Blunt, Paloma Faith, Dua Lipa e Anne-Marie, alla cover del brano Bridge over Troubled Water per raccogliere fondi in aiuto alle vittime della tragedia. La registrazione ha raggiunto la prima posizione della UK Singles Chart in medo di 48 ore ed è stata certificata oro dalla BPI il 31 gennaio 2020. Gli artisti sono stati premiati con il Power of Music Award agli MTV Europe Music Awards.
Nel maggio del 2018 viene annunciata la partecipazione della cantante al Global Citizen Festival tenuto a Londra. Il 14 settembre 2018 collabora con Don Diablo e Gucci Mane al singolo Survive. Il 7 dicembre esce la collaborazione con Naughty Boy e Rahat Fateh Ali Khan dal titolo Bungee Jumping.
Dopo due anni di silenzio discografico come solista il 20 marzo 2019 rilascia il brano Sparrow, dalle melodie gospel in collaborazione con la London Symphony Orchestra. Il 12 aprile successivo rende noto di aver registrato il suo terzo album, dal titolo  Real Life in uscita il 13 settembre successivo Il 23 maggio 2019 viene rilasciato il brano Extraordinary Being, brano dell'album scelto come colonna sonora del film X-Men - Dark Phoenix. L'album debutta alla posizione numero 8 della classifica britannica, divenendo il terzo album della cantante ad entrare nella top10. Entra inoltre alla seconda posizione in Scozia, nelle top30 di Australia e Germania e alla 37 della classifica irlandese. Tra novembre e dicembre 2019 terrà un tour europeo toccando Regno Unito, Irlanda, Germania, Francia, Svezia, Norvegia, Belgio e Danimarca in sostegno dell'album.

### 2020 - presente: Cambio di etichetta eLet's Say for Instance
Nel febbraio 2021, Emeli Sandé scinde il contratto con l'etichetta discografica EMI e firma con l'etichetta discografica indipendente Chrysalis Records. Il 16 settembre 2021 pubblica il primo singolo Family attraverso la nuova casa discografica. Il 26 ottobre 2021 pubblica il duetto con Jaykae Look What You've Done. Nel gennaio 2022 Sandé pubblica il singolo promozionale Brighter Days e annuncia che il suo quarto album in studio Let's Say for Instance uscirà il 6 maggio 2022. Il 4 maggio 2022 pubblica il singolo Ready to Love. Nello stesso periodo cura il podcast radiofonico di dodici episodi per la BBC Radio 3 intitolato "Composed with Emeli Sandé".

## Vita privata
Dopo un fidanzamento segreto di sette anni, nel 2012 la cantante rivela di aver ricevuto la proposta di matrimonio dal fidanzato e biologo marino Adam Gouraguine. La coppia è convolata a nozze nel paese natìo dell'uomo, cioè il Montenegro, il 15 settembre successivo, ma dopo un anno circa divorzia. Nel 2022 l'artista fa coming out come bisessuale, affermando di aver trovato la "donna della sua vita".
Il 23 maggio 2019 è stato annunciato che Sandé è stata nominata nuovo cancelliere dell'Università di Sunderland.

## Stile musicale

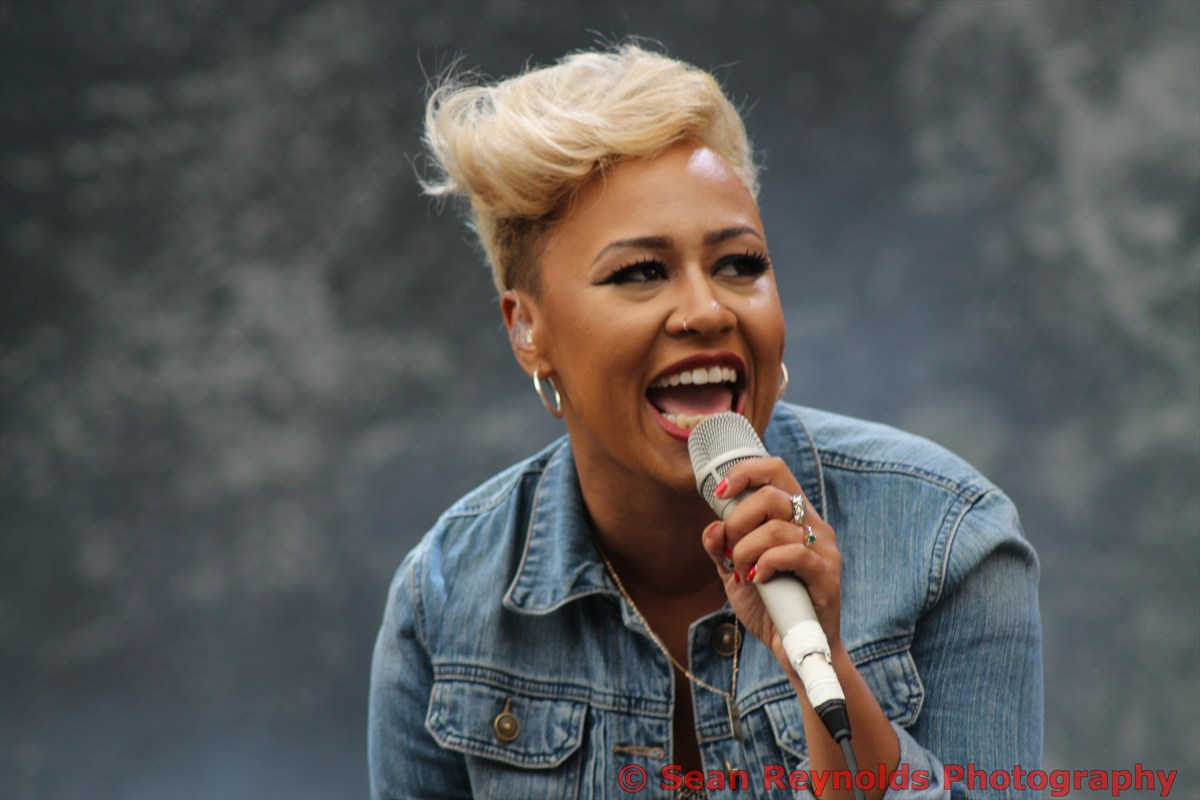
Emeli Sandé al V Festival 2012

Sandé possiede un'estensione vocale da soprano. Ha citato Nina Simone come una fra le sue artiste preferite e anche una decisiva ispirazione musicale: infatti vuole che i propri album vengano ricordati nel tempo esattamente come quelli della Simone. La sua ammirazione per la collega inizia dall'età di otto anni, quando la sentì cantare il brano Why dopo l'assassinio di Martin Luther King Jr. Dopo aver ascoltato la lirica espressiva della Simone, caratterizzata da un forte dolore, Sandé comprende di volere un futuro musicale simile. Ha anche detto:
(Emeli Sandé)
All'età di 16 anni, venne portata dai genitori a un concerto della collega Alicia Keys realizzando uno dei suoi più grandi desideri all'epoca. Ha infatti successivamente dichiarato di apprezzare particolarmente la Keys per il fatto che abbia raggiunto i vertici delle classifiche con canzoni pop con un bel messaggio; oltretutto voleva avere una carriera di successo come la sua e che quest'ultima un giorno avrebbe ascoltato una sua canzone. Considerando che l'album dovesse esser capace di trasmettere alla gente ogni suo lato come artista, è stato fondamentale produrre canzoni che potessero avere un vero e proprio collegamento a livello testuale, piuttosto che divenire brani pop "usa e getta". Fra gli altri, Joni Mitchell e Lauryn Hill costituirono una decisiva influenza circa l'album di debutto della cantante.
L'artista cita inoltre come artisti a cui si ispira Whitney Houston, Mariah Carey, Anita Baker, Céline Dion, Christine and the Queens e Stevie Wonder. Per i testi e la musica prende ispirazione da Amy Winehouse, Joni Mitchell, Lauryn Hill.
Sandé afferma che la chiave per una buona canzone avviene quando si scrive con "onestà" e "emozioni crude", in un processo istantaneo.

## Discografia

### Album
- 2012 – Our Version of Events
- 2016 – Long Live the Angels
- 2019 -  Real Life
- 2022 -  Let's Say for Instance

## Tour
- Our Version of Events Tour (2011–2013)
- Mylo Xyloto Tour - con i Coldplay (2011–2012)
- Long Live the Angels Tour (2017)
- Real Life Tour (2019)
- Brighter Days Tour (2022)

## Premi e riconoscimenti
BBC Music Awards
- 2016 – Esibizione dal vivo dell'anno per Hurts

BRIT Award
- 2012 – Candidatura al miglior artista esordiente
- 2012 – Critics' Choice Award
- 2013 – Miglior artista britannica
- 2013 – Album dell'anno per Our Version Of Events
- 2013 – Candidatura singolo dell'anno per Next to Me
- 2013 – Candidatura singolo dell'anno per Beneath Your Beautiful
- 2017 – Miglior artista britannica

BET Awards
- 2012 – Candidatura al miglior artista britannico
- 2013 – Miglior artista britannico
- 2017 – Candidatura al miglior artista britannico

Ivor Novello Awards
- 2013 – Migliore composizione musicale e testuale per Next to Me
- 2013 – Canzone più trasmessa nelle radio per Next to Me

MOBO Awards
- 2011 – Candidatura al miglior artista esordiente
- 2012 – Miglior artista britannica
- 2012 – Miglior artista R&B/Soul
- 2012 – Miglior album per Our Version Of Events
- 2012 – Candidatura alla miglior canzone per Next to Me
- 2012 – Candidatura al miglior video per My Kind Of Love
- 2017 – Candidatura al miglior artista

MTV Europe Music Awards
- 2017 – Power of Music Award (come membro del Artists for Grenfell)

Silver Clef Award
- 2012 – Innovation Award

Soul Train Music Award
- 2012 – Candidatura al miglior artista esordiente
- 2012 – Candidatura alla miglior interpretazione internazionale per Next to Me
- 2013 – Candidatura alla miglior interpretazione internazionale per Next to Me

Swiss Music Awards
- 2013 – Miglior artista esordiente internazionale

Teen Choice Awards
- 2013 – Candidatura al miglior artista esordiente
- 2013 – Candidatura alla miglior canzone R&B/Hip-Hop per Next to Me

Urban Music Awards
- 2011 – Miglior artista esordiente
- 2011 – Miglior artista R&B
- 2011 – Candidatura alla miglior artista
- 2011 – Candidatura alla miglior canzone per Heaven
- 2012 – Candidatura all'artista dell'anno
- 2012 – Candidatura al miglior artista britannica
- 2012 – Candidatura al miglior artista R&B
- 2012 – Candidatura al miglior video per Wonder
- 2012 – Candidatura alla miglior collaborazione per Wonder
- 2013 – Candidatura alla miglior artista
- 2013 – Candidatura alla miglior canzone per Lifted